# Kanton Charmes
Kanton Charmes (fr. Canton de Charmes) je francouzský kanton v departementu Vosges v regionu Grand Est. Skládá se z 52 obcí. Před reformou kantonů 2014 ho tvořilo 26 obcí.

## Obce kantonu
od roku 2015:
| - Avillers - Avrainville - Battexey - Bettegney-Saint-Brice - Bettoncourt - Bouxières-aux-Bois - Bouxurulles - Brantigny - Bult - Chamagne - Charmes - Châtel-sur-Moselle - Clézentaine - Damas-aux-Bois - Deinvillers - Derbamont - Essegney - Évaux-et-Ménil | - Fauconcourt - Florémont - Gircourt-lès-Viéville - Gugney-aux-Aulx - Hadigny-les-Verrières - Haillainville - Hardancourt - Hergugney - Jorxey - Langley - Madegney - Marainville-sur-Madon - Moriville - Moyemont - Nomexy - Ortoncourt - Pont-sur-Madon | - Portieux - Rapey - Regney - Rehaincourt - Romont - Rugney - Saint-Genest - Saint-Maurice-sur-Mortagne - Saint-Vallier - Savigny - Socourt - Ubexy - Varmonzey - Vincey - Vomécourt - Vomécourt-sur-Madon - Xaronval |

před rokem 2015:
| - Avillers - Avrainville - Battexey - Bettoncourt - Bouxurulles - Brantigny - Chamagne - Charmes - Essegney - Évaux-et-Ménil - Florémont - Gircourt-lès-Viéville - Hergugney | - Langley - Marainville-sur-Madon - Pont-sur-Madon - Portieux - Rapey - Rugney - Savigny - Socourt - Ubexy - Varmonzey - Vincey - Vomécourt-sur-Madon - Xaronval |